# Medmassa pulchra
Medmassa pulchra is een spinnensoort uit de familie van de loopspinnen (Corinnidae).
De wetenschappelijke naam van de soort werd in 1881 als Liocranum pulchrum gepubliceerd door Tord Tamerlan Teodor Thorell.